# Lilahi
Lilahi ist ein Verwaltungsbezirk (Ward) des Distrikts Songea in der tansanischen Region Ruvuma.

## Geografie
Lilahi liegt im Südwesten von Tansania etwa 60 Kilometer südlich der Regionshauptstadt Songea an der Grenze zu Mosambik. Das wichtigste Gewässer ist der Fluss Rovuma, der die Grenze zu Mosambik bildet. Der Bezirk grenzt im Norden und Osten an Ndongosi, im Süden an Mosambik, im Westen an Muhukuru und im Nordwesten an Kizuka. Bei der Volkszählung 2022 lebten 9868 Menschen in 2447 Haushalten auf einer Fläche von 837 Quadratkilometern.

## Gliederung
Der Bezirk besteht aus drei Gemeinden (Mtaa) mit 23 Orten (Kitongoji):
| Muhukuru Lilahi - Msengo - Zambia A - Zambia B - Abdujumbe - Matanda Mwale - Masongo - Ushirika - Matipa - Ofisini | Makwaya - Kiono - Lumbingu - Shuleni - Maleta - Maandaki | Magwamila - Tuliani - Zambia - Ushirika - Mnazi - Tunduru - Amani - Mafuriko - Mtakanini - Mkwalu |

## Bildung und Gesundheit
Die Muhukuru Secondary School ist eine staatliche weiterführende Schule. Sie bietet eine Ausbildung bis zur 4. Stufe für Tages- und Internatsschüler an.
In der Gemeinde Magwamila befindet sich eine staatliche Apotheke.